# استفان جیمز (بازیگر)
استفان جیمز (به انگلیسی: Stephan James) (زاده ۱۶ دسامبر ۱۹۹۳) یک بازیگر کانادایی است. پس از بازی در چند سریال تلویزیونی در نوجوانی، و با برنده شدن جایزه هنرهای تصویری کانادا برای بازی در نقش جسی اونز در فیلم مسابقه در سال ۲۰۱۶ به شهرت رسید. همچنین در سال ۲۰۱۸، او در فیلم درام تحسین شده اگر خیابان بیل می‌توانست حرف بزند، بر اساس رمان جیمز بالدوین به همین نام بازی کرد.

## اوایل زندگی
جیمز در تورنتو، انتاریو به دنیا آمد. او در سال ۲۰۱۱ از مؤسسه کالج جارویس فارغ‌التحصیل شد. او برادر کوچکتر بازیگر شامیر اندرسون است. خانواده او جامائیکایی هستند.

## گزیده فیلم‌شناسی
- دوباره خانه (۲۰۱۲)
- زمانی که بازی قد علم می‌کند (۲۰۱۴)
- گم‌شدگان تاریکی (۲۰۱۵)
- آن سوی خط (۲۰۱۵)
- مسابقه (۲۰۱۶)
- اگر خیابان بیل می‌توانست حرف بزند (۲۰۱۸)
- ۲۱ پل (۲۰۱۹)
- قهرمانان ملی (۲۰۲۱)
- دیلیا رفته (۲۰۲۲)